# Wolfenstein: Enemy Territory
Wolfenstein: Enemy Territory es un videojuego de disparos en primera persona (FPS), inicialmente iba a ser lanzado como una expansión de Return to Castle Wolfenstein, pero fue lanzado como juego completo multijugador y freeware en 2003. El 12 de agosto de 2010 el código fuente fue liberado bajo los términos de la licencia GPL. El juego, ambientado en la Segunda Guerra Mundial, fue creado por Splash Damage, usa el motor de Quake 3 y está distribuido por Activision.
Tal como en la Segunda Guerra Mundial los equipos son los Aliados (Allied Team) y el Eje (Axis Team) y deben desarrollar distintas tareas dependiendo del mapa, para ello cuentan con una serie de personajes jugables que cumplen roles importantes dentro del juego como reparar vehículos, curar a los heridos, destruir paredes, etc.
El juego cuenta con dos campañas originales de tres mapas cada una: "North Africa" que cuenta con los mapas "Siwa Oasis", "Seawall Battery" y "Gold Rush"; "Central Europe" con los mapas "Fuel Dump", "Rail Gun" y "Würzburg Radar".
También hay mapas creadas por jugadores que pueden ser instalados de forma adicional.

## Personajes
- Soldier (Soldado): El soldado es la única clase que puede utilizar armas pesadas. Estas son: el mortero, ametralladora ligera (MG42), lanzallamas, bazuca y / Panzerfaust. En el Mod "No Quarter" también se han añadido la ametralladora Browning M1919 y el BAR, así como un PIAT (Aliados) o StG44 (Eje). Por su capacidad de portar armas pesadas esta clase es la más lenta dentro del juego, al llegar a nivel 4 es capaz de portar un subfusil adicional a su arma principal en reemplazo de la pistola.

- Medic (Médico): El médico tiene la habilidad única de soltar paquetes de salud, así como reactivar jugadores caídos con una jeringa. También la regeneración de salud a una tasa constante, y tienen una mayor base de la salud que cualquier otra clase, lo que las convierte en el más común para la próxima clase en combate. Cuando un jugador ha alcanzado el nivel 4 en la habilidad médico, reciben auto de adrenalina que les permite esprintar para tener más tiempo y menos daño de una cierta cantidad de tiempo.

- Engineer (Ingeniero): El ingeniero es la única clase que viene equipada con alicates, que puede ser usado para la reparación de vehículos, para armar / desactivar (dinamita o minas), o para construir (puestos de mando, nidos de ametralladoras, y los obstáculos). Como la mayoría de las misiones requieren cierta cantidad de construcción y / o voladura de la construcción del enemigo para ganar el objetivo, y desactivar la dinamita como puede ser muy útil, los ingenieros a menudo son valiosos, y una de las clases más comúnmente elegidas. El ingeniero es también la única clase capaz de usar granadas de fusil.

- Field Ops (Operaciones de Campo): El Field Ops es una clase de apoyo que tiene la habilidad de soltar paquetes de munición para los otros jugadores, así como llamar a los ataques aéreos (lanzando una granada de humo de color en la meta) y de artillería (mirando a través de los prismáticos y escoger donde desea que el apoyo de artillería sea disparado). Esta clase tiene una salud inicial baja, pero a cambio tiene un suministro ilimitado de municiones. Es la única clase que comienza con prismáticos desde nivel 0 (solo puede llevar el Thompson).

- Cover Ops (Operaciones Encubiertas): El Cover ops es la única clase que puede utilizar el fusil automático FG42, el subfusil Sten silenciado (o MP-34 en algunos Mods), y un silenciador, el fusil de francotirador (M1 Garand de los Aliados, K43 para el Eje). Tiene la capacidad de utilizar la ropa de un soldado enemigo caído para disfrazarse, lanzar granadas de humo para reducir temporalmente la visibilidad, y el colocar y detonar a distancia paquetes explosivos. Mirando a través de un par de binoculares, puede localizar minas terrestres, marcándolos en su mapa de equipo. También muestra los soldados enemigos en el mapa de equipo.

Todos los personajes comienzan con un Cuchillo, una Pistola (Colt M1911A1 para los Aliados y Luger P08 para el Eje), un subfusil (Thompson para los Aliados y MP40 para el Eje) y algunas Granadas dependiendo de la clase en algunos servidores salen armas a dos manos (una en cada mano).
Otras armas:
- FG42
- Sten
- K43
- M1 Garand
- PPSh-41

Armas Pesadas:
- MG42
- Mortero
- Panzerfaust
- PIAT (en "No Quarter")

Explosivos:
- Satchel Charge
- Mina terrestre
- Dinamita
- Explosivos para detonar
- Mina-S
- Mina de tracción

Otros:
- Bombardeo Aéreo
- Artillería

## Vehículos
El juego incluye varios tipos de vehículos (por lo general, tanques, camiones o trenes). Ellos no son controlados por jugador, sino que tienen una ruta preestablecida que se seguirá cuando se encuentran en buen estado y un jugador está cerca. Algunos han montado ametralladoras que los jugadores pueden utilizar.

## Mods
A principios de 2004, el código fuente del juego de lógica se dio a conocer en un kit de desarrollo. Desde entonces varios mods han sido puestos libremente a la comunidad: el código fuente de liberación que ofrece mod diseñadores un importe adicional de personalización. El verdadero motor de juego sigue siendo de código cerrado a principios de 2009 - todo el código fuente de Quake III Arena, por ejemplo, fue puesto en libertad 6 años después el juego se publicó inicialmente. Uno de esos mods es True Combat Elite abreviado como TCE que en español significa Verdadero Combate De Elite, que cambia el escenario de la Segunda Guerra Mundial por la guerra moderna que se libra actualmente entre los terroristas y antiterroristas. Las texturas y las armas son modificadas, así como la eliminación del sistema de experiencias, que se ven afectados en True Combat Elite (TCE).
NO QUARTER:la versión más nueva es la 1.2.3. Este mod es como el juego habitual, solo que con algunas modificaciones. Por ejemplo el soldado tiene un BAR, un PIAT en vez de MG42 y un Panzerschreck.

## Enemy Territory Fortaleza
Enemy Territory fortaleza, o la Fundación, es un capturar la bandera de estilo mod. Es un puerto de Q3F lado, un mod para Quake III Arena, que a su vez es una adaptación de la popular mod para Team Fortress QuakeWorld / Quake.
La primera versión pública se publicó en enero de 2005, atrayendo mucha atención. La última versión, 1.6, fue lanzado el 20 de julio de 2005. El equipo de desarrollo anunció que el desarrollo se interrumpió en 19 de febrero de 2006.

## Enemy Territory: Quake Wars
Juego de disparos en primera persona (FPS: First Person Shooter en inglés) con mecánica similar a Wolfenstein Enemy Territory, pero que funciona sobre la base de una modificación del motor IdTech 4 (Doom 3) la cual incluye el manejo de espacios abiertos mediante la tecnología MegaTexture (Texturas "gigantes" en espacio abierto).
First Person Shooter ambientado en un modelo futurista ambos bandos: Strogg (Aliens), y FDG (humanos), pelean utilizando vehículos contemporáneos (humanos) ej: Quad (Husky), Hummer (Armadillo), Tanques (Titán) y helicópteros de ataque y transporte. Y los Strogg vehículos futuristas ej: Vehículos personales flotantes (Icarus), tanques flotantes (Desacrator), y robots bípedos (Cyclops).
El juego es ambientado por la guerra de Quake 4 (Un solo jugador), solo que ahora la guerra transcurre en la tierra, al igual que en cada FPS (First Person Shooter) en el modo campaña tienes que pasar por distintas misiones de las cuales algunas, son posibles jugarlas como multijugador.
Al empezar el modo multijugador, apareces al lado de la base del equipo elegido, con 10 segundos para cambiarte de clase a una que tu elijas. Por defecto empiezas siempre como la clase necesaria para completar el objetivo multijugador, la mayoría de las veces ingeniero.